# Плисс, Геннадий Борисович
Геннадий Борисович Плисс (1929—2019) — советский и российский учёный в области онкологических заболеваний, доктор медицинских наук (1966), профессор (1985), почётный доктор НИИ онкологии имени Н. Н. Петрова (2012). Заслуженный деятель науки Российской Федерации (1998).

## Биография
Родился 2 апреля 1929 года в Вологде.
С 1953 года после окончания Первого Ленинградского медицинского института имени академика И. П. Павлова был зачислен в аспирантуру НИИ онкологии имени Н. Н. Петрова, после окончания которой, защитив кандидатскую диссертацию, по приглашению академика Л. М. Шабада работал в НИИ онкологии в качестве  младшего научного сотрудника. В 1966 году защитил докторскую диссертацию по теме: «Экспериментальное изучение канцерогенного действия аминосоединений». 
С 1956 по 2011 годы — научный сотрудник, старший научный сотрудник, ведущий научный сотрудник и главный научный сотрудник — заведующий Лаборатории химических канцерогенных агентов НИИ онкологии имени Н. Н. Петрова, основное направление научной работы Г. Б. Плисса профилактика рака, как в производственных условиях, так и в группах повышенного риска. Профессору Г. Б. Плиссу удалось создать и применить на практике научно-обоснованную систему контроля и биологического тестирования химических веществ на канцерогенную активность. Лаборатория химических канцерогенных агентов под его руководством стала научно-методическим центром по изучению онкогенных веществ. Профессором Г. Б. Плиссом был создан штамм перевивной лимфосаркомы (Лимфосаркома Плисса (LS-Плисса)), широко использующийся уже в течение 50 лет в отечественных и зарубежных лабораториях для экспериментальных исследований. Профессором Г. Б. Плиссом был предложен новый тип противоопухолевых препаратов — онкопротекторов, действие которых основано на пролонгированном ингибировании фермента бета-глюкоронидазы, в качестве эксперта по химическому канцерогенезу Г. Б. Плисс участвовал в работе Международного Агентства по изучению рака, Международной организации  труда и Международной организации по химической безопасности. 
С  2011 по 2019 годы — руководитель музея НИИ онкологии имени Н. Н. Петрова, оставаясь главным научным сотрудником.
Умер 11 ноября 2019 года в Санкт-Петербурге.

## Награды
- Заслуженный деятель науки Российской Федерации (1998)
- Медаль Н. Н. Петрова (2018)
- Почётный доктор НИИ онкологии имени Н. Н. Петрова (2012)